# Jaume Ninet i Vallhonrat
Jaume Ninet i Vallhonrat (Sabadell, 8 de setembre de 1893 - Martorell, 25 d'agost de 1936) fou un fabricant de telers sabadellenc, conegut per haver proclamat la República Catalana a Sabadell el 1931, així com per ser un dels impulsors del Camp d'Aviació, actual Aeroport de Sabadell, i del soterrament dels FGC fins al centre de la ciutat. Va morir assassinat a Martorell el 1936.

## Biografia
Jaume Ninet i Vallhonrat es casà amb Mercè Casanovas i Vila, i tingueren dos fills. Malgrat la seva clara vocació política, en heretar del seu pare l'empresa La Constructora Mecànica. Ninet & Co., se sentí obligat a continuar el negoci de construcció de telers i maquinària en general, compaginant la seva tasca empresarial amb la política municipal.

### Compromís social
Home fortament vinculat a la vida política i social del municipi, va presidir l'agrupació de metal·lúrgics, escrivia sovint a la premsa local i organitzava mítings polítics.
Com a exemple, quan el 1920 tingué lloc el misteriós assassinat de l'industrial Théodore Jenny, la policia va detenir dos caps de turc locals, encausats injustament, que finalment foren ajusticiats. Ell va anar personalment, junt amb Salvador Seguí a Madrid, per intercedir a favor d'ells davant el president Sánchez Guerra, a la vegada que a Sabadell va promoure accions per demanar-ne l'indult.
El 1921 va denunciar i desmantellar l'Agència Custos que tramitava falsos expedients d'inutilitat, per als que volien evitar anar a la guerra d'Àfrica, pagant entre 1.500 i 3.000 pessetes. Durant la Dictadura de Primo de Rivera, fou empresonat.
En moments difícils per al Banc de Sabadell l'any 1926, la nova junta va rebre el suport extern de les esquerres locals, encapçalades per Jaume Ninet.
Fou important la seva participació en la vida social de la Mútua Sabadellenca d'Accidents, coneguda com la Mútua. Ja en una Assemblea de l'any 1922, ell i el seu soci Martí, detectaren malestar a l'entitat i demanaren explicacions a la Junta. Però precisament el 26 de febrer de 1930, poques setmanes després de la dimissió del dictador Primo de Rivera, en una assemblea conflictiva, Ninet sol·licità un vot de censura per als consellers cessats i que es nomenés una comissió investigadora, proposta que fou aprovada per majoria. Aquesta assemblea fou un revulsiu positiu per a la societat. A la Junta del 10 de juny, Ninet fou nomenat membre del Consell, que ho va ser fins a 1935, quan va dimitir.

### Projectes locals
Ninet estava convençut que el futur per al desenvolupament de la ciutat depenia de disposar d'un aeroport, i l'any 1931 es va entestar en la compra dels terrenys de Can Daví, per convertir-los en camp d'aviació. I es va aconseguir l'any 1933, quan ja estava fora del joc polític local, amb un crèdit de la Caixa de Sabadell d'un milió de pessetes. Ell va ser l'inspirador del projecte.
L'afer que més va beneficiar la ciutat i li va donar prestigi fou el plet dels ferrocarrils. La companyia, per estalviar diners, pretenia fer entrar el tren a Sabadell per la superfície. La minoria federal, liderada per Ninet, s'hi va oposar i va aconseguir que el govern de Madrid desautoritzés el projecte, de manera que quan es va inaugurar, el tren acabava a la carretera de Rubí. Més endavant, la companyia, amb els seus recursos, va construir el túnel fins a l'Estació de Sabadell-Rambla, que va ser inaugurada el 25 de setembre de 1925, sense cap festa especial.

### Carrera política
Però la bona estrella dels Republicans es va acabar paradoxalment quan, el 14 d'abril de 1931 guanyaren les eleccions, i al mateix temps es proclamava la República. Jaume Ninet va plorar d'alegria. Des del balcó de l'Ajuntament va donar una entusiasta benvinguda al nou règim. L'alcaldia, que li pertocava per mèrits propis, per conveniències polítiques, la va obtenir Salvador Ribé. A fi de compensar-lo, el varen anomenar governador civil de Terol i amb això li començaren les desgràcies.
Al cap de poc va dimitir, va retornar a Catalunya i va fixar residència a Barcelona. Decebut i abandonat pel seu partit, es va afiliar al Partit Radical. Dies després dels fets del 6 d'octubre de 1934, fou nomenat Delegat-Gestor de la Generalitat de Catalunya en el Sindicat Vitícola Agrícola de Martorell. El 25 d'agost de 1936, uns milicians l'anaren a cercar al seu domicili i se l'endugueren al Sindicat de Martorell on l'assassinaren.
En morir assassinat en Jaume Ninet, la seva família va abandonar Sabadell i es va instal·lar a València. Allà el seu fill Santiago Ninet va treballar a la Diputació i va ser un element clau en la formació de la Comunitat Valenciana.